# Roger Thiéry
Roger Thiéry (Ruette, 17 mei 1931 - Anderlecht, 14 maart 1989) was een Belgisch politicus.
Thiéry werd in 1970 OCMW-voorzitter in Linkebeek en van 1976 tot zijn overlijden was hij er burgemeester. Hij was lid aanvankelijk lid van Démocratie Bruxelloise, een lokale partij van christendemocratische signatuur rond François Persoons die in de rand rond Brussel de rechten van de Franstaligen verdedigde. In 1970 werden gezamenlijke lijsten gevormd met het FDF en in maart 1971, ging Démocratie Bruxelloise op in het FDF.
In 1983 dienden vier gemeenteraadsleden een klacht in tegen Thiéry. De burgemeester zou de gemeenteraden in het Frans voorzitten, geen kennis hebben van het Nederlands en bijgevolg Nederlandstalige tussenkomsten niet begrijpen.  Met de pacificatiewet van 1988 werd bepaald dat voor burgemeester die sinds 1983 hun ambt uitoefenden, een 'onweerlegbaar vermoeden' bestond dat zij de Nederlandse taal machtig waren.
Thiéry was ook provincieraadslid van 1971 tot 1987.
Zijn zoon Damien was van 2007 tot 2015 waarnemend burgemeester van Linkebeek. Door het veelvuldig overtreden van de taalwet is hij nooit officieel benoemd geweest.